# Turecký potok

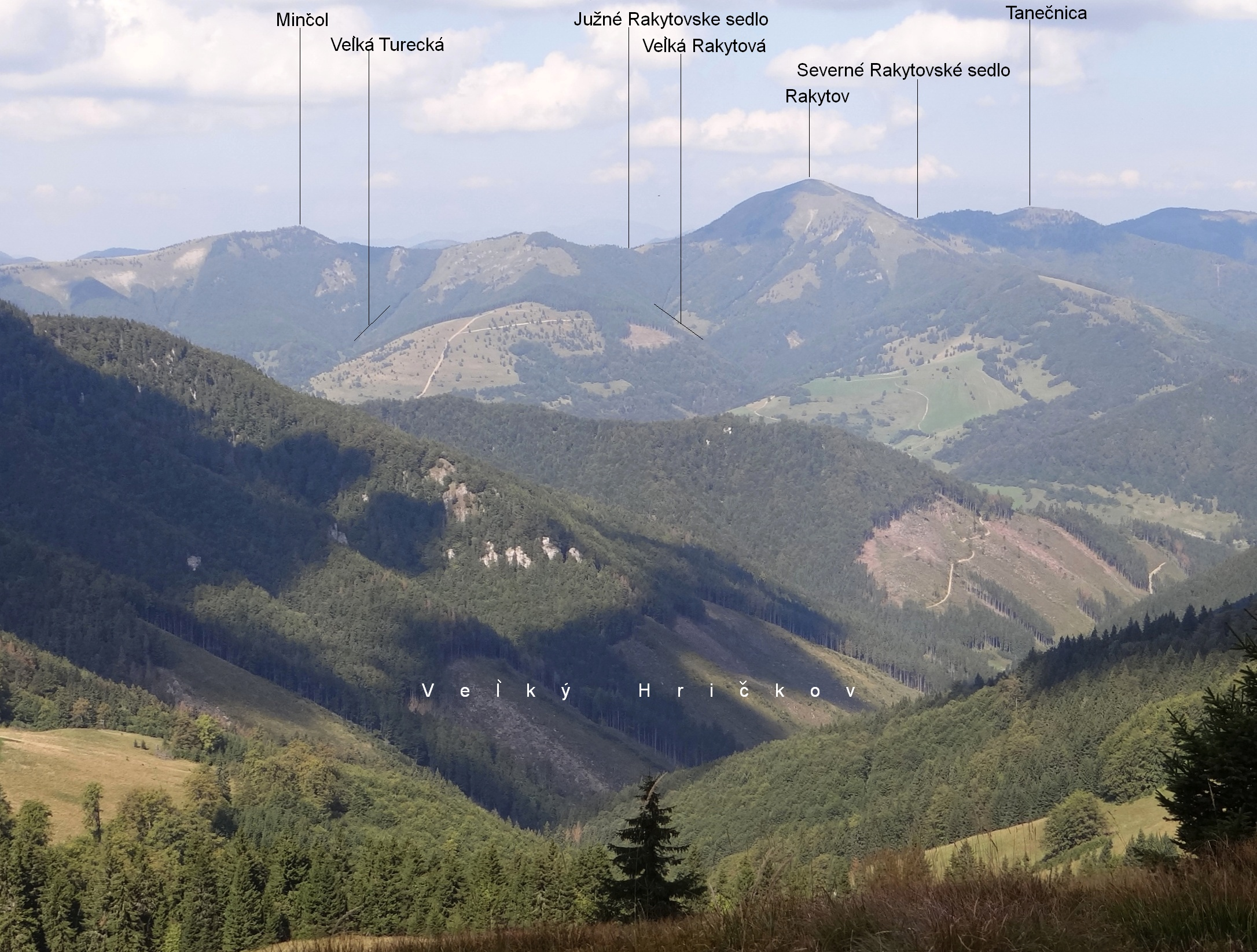
Widok z grzbietu Zwolenia na dolinę Veľká Turecká

Turecký potok – potok będący lewym dopływem rzeki Revúca na Słowacji. Spływa dnem doliny Veľká Turecká w Wielkiej Fatrze. Ma kilka źródłowych cieków wypływających na południowo-wschodnich stokach grzbietu od Minčola (1398 m) przez Južné Rakytovské sedlo (około 1405 m) do szczytu Čierny kameň (1479 m). Uchodzi do Revúcy w miejscowości Liptovské Revúce na wysokości około 730 m.